# Brachirus villosus
Brachirus villosus är en fiskart som först beskrevs av Weber, 1907.  Brachirus villosus ingår i släktet Brachirus och familjen tungefiskar. Inga underarter finns listade.